# Ncuti Gatwa

Mizero Ncuti Gatwa (født 15. oktober 1992) er en rwandiansk-skotsk skuespiller. Han begyndte sin scenekarriere på Dundee Repertory Theatre, og han blev nomineret til en Ian Charleson Award for sin præstation som Mercutio i opsætningen af Romeo & Juliet i 2014 på HOME.
Gatwas gennembrud i tv kom i rollen som Eric Effiong i Netflix dramaserie Sex Education (2019–2023), som gav ham en BAFTA Scotland Award og tre nomineringer til BAFTA Television Award. Han blev yderligere kendt i rollen som den femtende inkarnation af Doktoren i BBC/Disney+ science fiction-serien Doctor Who (2023–nu), og han har medvirket i film som Barbie (2023) og tv-serien Masters of the Air (2024).

## Filmografi

### Film
| År   | Titel                                         | Rolle        | Noter  |
| ---- | --------------------------------------------- | ------------ | ------ |
| 2019 | Horrible Histories: The Movie – Rotten Romans | Timidius     |        |
| 2021 | The Last Letter from Your Lover               | Nick         |        |
| 2023 | Barbie                                        | Kunstner-Ken |        |
| 2025 | The Roses                                     |              | Filmer |

### Tv
| År        | Titel                          | Rolle                  | Noter                        | Ref.  |
| --------- | ------------------------------ | ---------------------- | ---------------------------- | ----- |
| 2014      | Bob Servant                    | Male Customer          | Episode: "The Van"           | [ 4 ] |
| 2015      | Stonemouth                     | Dougie                 | 2 episoder                   | [ 5 ] |
| 2019–2023 | Sex Education                  | Eric Effiong           | Main role, 32 episoder       | [ 6 ] |
| 2023      | An Adventure in Space and Time | Den femtende Doktor    | Cameo ; re-edit of 2013 film | [ 7 ] |
| 2023–nu   | Doctor Who                     | Den femtende Doktor    | Hovedrolle                   | [ 8 ] |
| 2024      | Masters of the Air             | 2nd Lt. Robert Daniels | Miniseries                   | [ 9 ] |
| 2024      | Tales of the TARDIS            | Fifteenth Doctor       | Episode: "Pyramids of Mars"  |       |

### Teater
| År        | Titel                                   | Rolle                        | Venue                                       | Ref.   |
| --------- | --------------------------------------- | ---------------------------- | ------------------------------------------- | ------ |
| 2013      | Victoria                                | Gavin/Callum/Patrick         | Dundee Rep                                  | [ 10 ] |
| 2013      | Hecuba                                  | Polydorus                    | Dundee Rep                                  | [ 11 ] |
| 2013      | The BFG                                 | Sam/Head of Army/Childchewer | Dundee Rep                                  | [ 12 ] |
| 2014      | And Then There Were None                | Anthony James Marston        | Dundee Rep                                  | [ 13 ] |
| 2014      | Cars and Boys                           | Robert                       | Dundee Rep                                  | [ 14 ] |
| 2014      | Woman in Mind                           | Tony                         | Dundee Rep / Birmingham Rep                 | [ 15 ] |
| 2014      | Romeo & Juliet                          | Mercutio                     | HOME                                        | [ 16 ] |
| 2015      | Shakespeare in Love                     | Wabash                       | Noël Coward Theatre                         | [ 17 ] |
| 2015      | Lines                                   | Valentine                    | The Yard Theatre                            | [ 18 ] |
| 2015–2017 | 946: The Amazing Story of Adolphus Tips | Adolphus                     | Shakespeare's Globe                         | [ 19 ] |
| 2016      | A Midsummer Night's Dream               | Demetrius                    | Shakespeare's Globe                         | [ 20 ] |
| 2017      | Trouble in Mind                         | John Nevins                  | Print Room at the Coronet                   | [ 21 ] |
| 2017–2018 | The Claim                               | Serge                        | Crucible Theatre                            | [ 22 ] |
| 2018      | The Rivals                              | Captain Jack Absolute        | Watermill Theatre                           | [ 23 ] |
| 2024–2025 | The Importance of Being Earnest         | Algernon Moncrief            | Lyttleton Theatre, National Theatre, London | [ 24 ] |

### Hørespil
| År   | Titel             | Rolle             | Production  | Noter                  | Ref.   |
| ---- | ----------------- | ----------------- | ----------- | ---------------------- | ------ |
| 2022 | Lusus             | Christopher       | BBC Radio 4 | Episode: "Khar Darakh" | [ 25 ] |
| 2023 | David Copperfield | David Copperfield | Audible     |                        | [ 26 ] |

### Computerspil
| År   | Titel        | Rolle          | Noter                    | Ref.   |
| ---- | ------------ | -------------- | ------------------------ | ------ |
| 2022 | Grid Legends | Valentin Manzi | Voice and motion capture | [ 27 ] |